# Burg Pernštejn

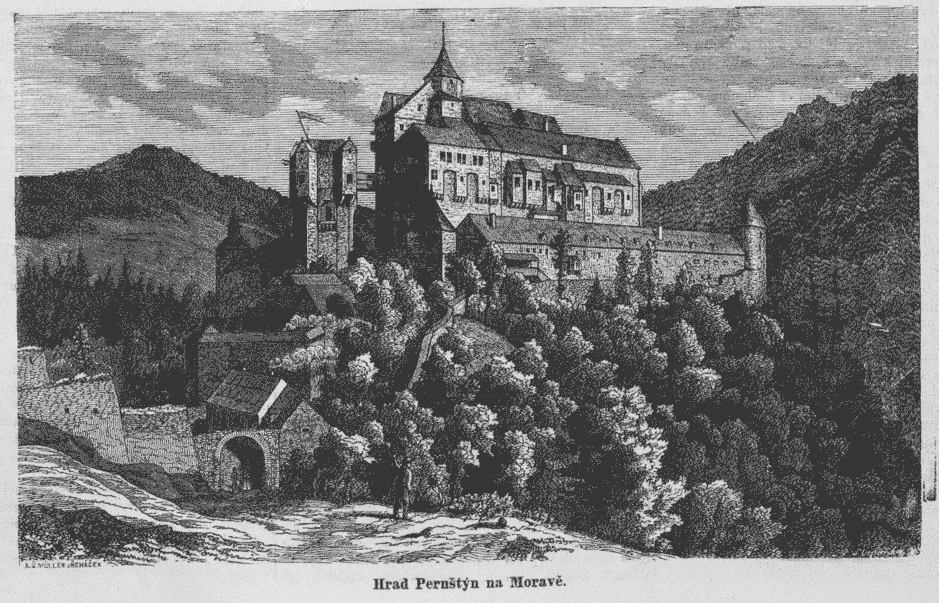
Die Burg Pernštejn in den 1860er Jahren

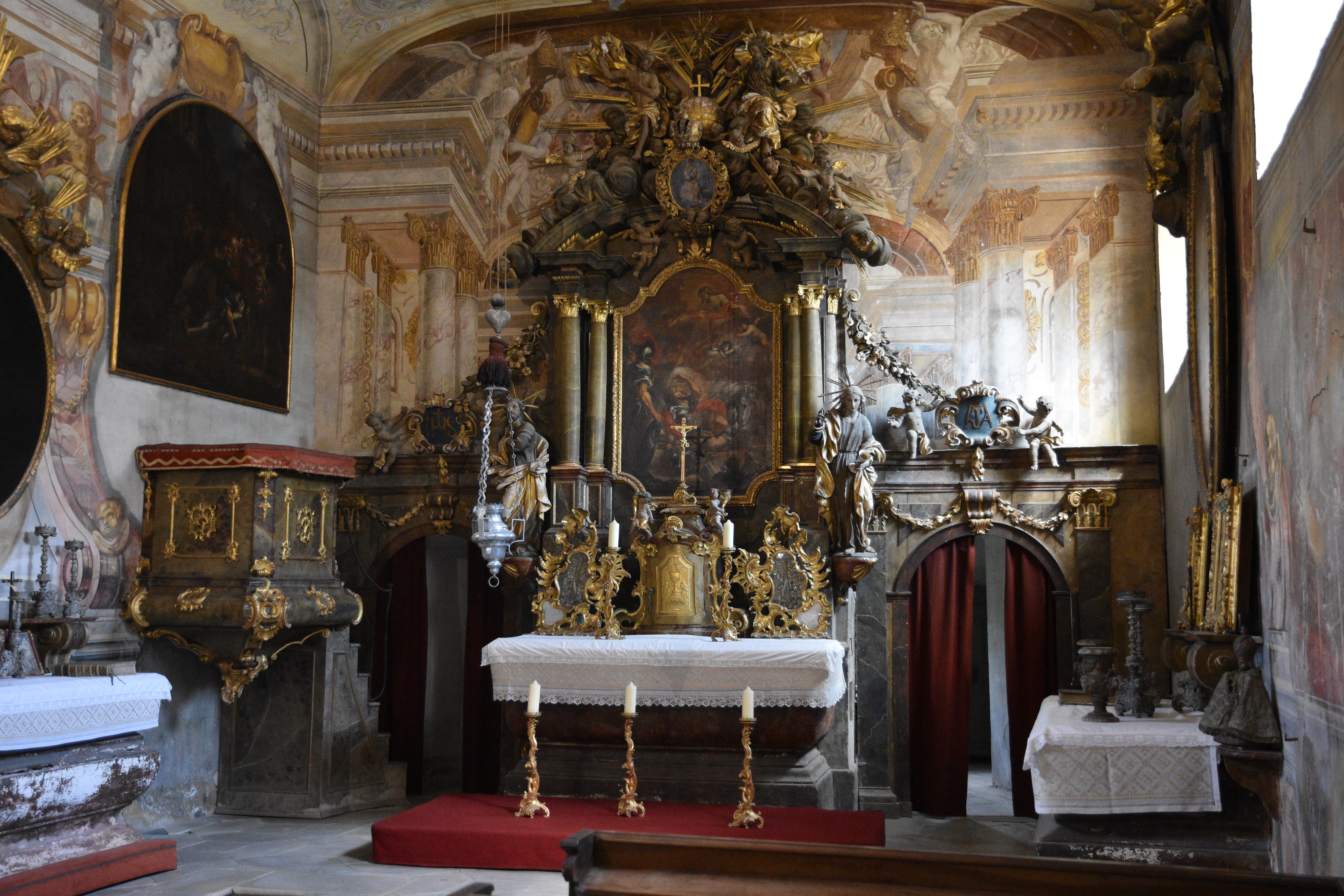
Kapelle Pernštejn

Die Burg Pernštejn (deutsch Burg Pernstein, auch Bernstein, ursprünglich Bärenstein genannt, tschechisch Hrad Pernštejn) befindet sich etwa 40 Kilometer nordwestlich von Brünn. Sie gehört zum Gemeindegebiet von Nedvědice im Okres Brno-venkov in Mähren und ist eine der bedeutendsten Burgen in Tschechien.

## Lage
Die Burg liegt etwa zwei Kilometer westlich von Nedvědice auf einem bewaldeten Felssporn über der Einmündung des Smrčecký potok in die Nedvědička am Ostrand der Böhmisch-Mährischen Höhe.

## Geschichte
Die Burg Pernstein wurde vermutlich Anfang des 13. Jahrhunderts erbaut. Erster bekannter Besitzer war Stephan von Medlov (Štěpán z Medlova), der erstmals 1208 in einer Urkunde des Olmützer Bischofs Robert als Sohn Gothards („Stephano, viro nobili filio Gothardi“) erwähnt wurde und Anfang der 1220er Jahre königlicher Burggraf auf der südmährischen Burg Děvičky (Maidenburg) war. Er, dessen Prädikat „von Medlov“ sich von der südlich Brünn gelegenen Ortschaft Medlov ableitet, gilt als der Stammvater der späteren Herren von Pernstein, deren Prädikat „von Pernstein“ (z Pernštejna) erstmals um 1285 belegt ist und sich von der Burg Pernstein ableitet. Das Wappen der Pernsteiner, der Kopf eines Auerochsens, befindet sich am Burgpalast über dem Eingangsportal.
Wilhelm I. von Pernstein, der erstmals für das Jahr 1381 belegt ist, stand in Diensten des Markgrafen Jobst und war Landeshauptmann von Mähren. Sein gleichnamiger Enkel Wilhelm II. gehörte zu den bedeutendsten und einflussreichsten Adligen Böhmens und Mährens. Während seiner Herrschaft wurde die Burg neu befestigt und um einen viereckigen Turm erweitert. Zudem erhielt sie eine neue Mauer mit Graben und Fallbrücken. Sein Sohn Johann „der Reiche“ veranlasste einen Umbau der Burg zu einem prachtvollen Repräsentationssitz im Stil der italienischen Renaissance. Durch zusätzliche Verteidigungssysteme entstand eine gewaltige Befestigungsanlage mit neuen Türmen, Mauern und Bastionen. Johanns Sohn Vratislav, dessen Residenzen zu den vornehmsten und humanistisch gebildetsten seiner Zeit gehörten, ließ auf der Burg eine Bibliothek sowie Kunstsammlungen anlegen, hinterließ jedoch gewaltige Schulden. Deshalb musste sein Sohn Johann 1596 u. a. die Burg Pernstein verkaufen.
Zu Beginn des Dreißigjährigen Krieges besitzen die kaisertreuen Herren von Lichtenstein-Kastelcorn die Burg. 1645 belagerten die Schweden Pernstein. 1655 wurde Pernstein mährische Landesfestung.
Nach häufigen Besitzerwechseln gelangte die Burg 1710 an Franz Edler Stockhammer. Er ließ die Burg teilweise im Stil des Rokoko umgestalten. Die Burgkapelle und der Chinesische Pavillon wurden mit Fresken von Franz Gregor Ignaz Eckstein verziert und der Brünner Bildhauer Andreas Schweigel schuf Plastiken für den Park. 1793 gelangte die Burg an Ignaz Schröffel von Mannsberg, dessen Tochter Josepha sich 1813 mit Wilhelm Graf Mitrowsky von Mitrowitz und Nemischl (Vilém hrabě Mitrovský z Mitrovic a Nemyšle; 1789–1857) vermählte. Er erhielt nach dem Tod seines Schwiegervaters 1818 eine Hälfte von Pernstein. 1828 erwarb er die zweite Hälfte von der Schwester seiner Frau. Danach blieben Burg und Herrschaft Pernstein bis zur Enteignung 1945 bei dessen Nachkommen. Im 19. Jahrhundert erfolgten mehrere bauliche Veränderungen. Ein von August Prokop geplanter Umbau im Stil des Historismus wurde jedoch nicht realisiert. Das Erscheinungsbild der Burg entspricht weitgehend dem Zustand des 16. Jahrhunderts. 1945 wurde die Burg vom Staat beschlagnahmt.

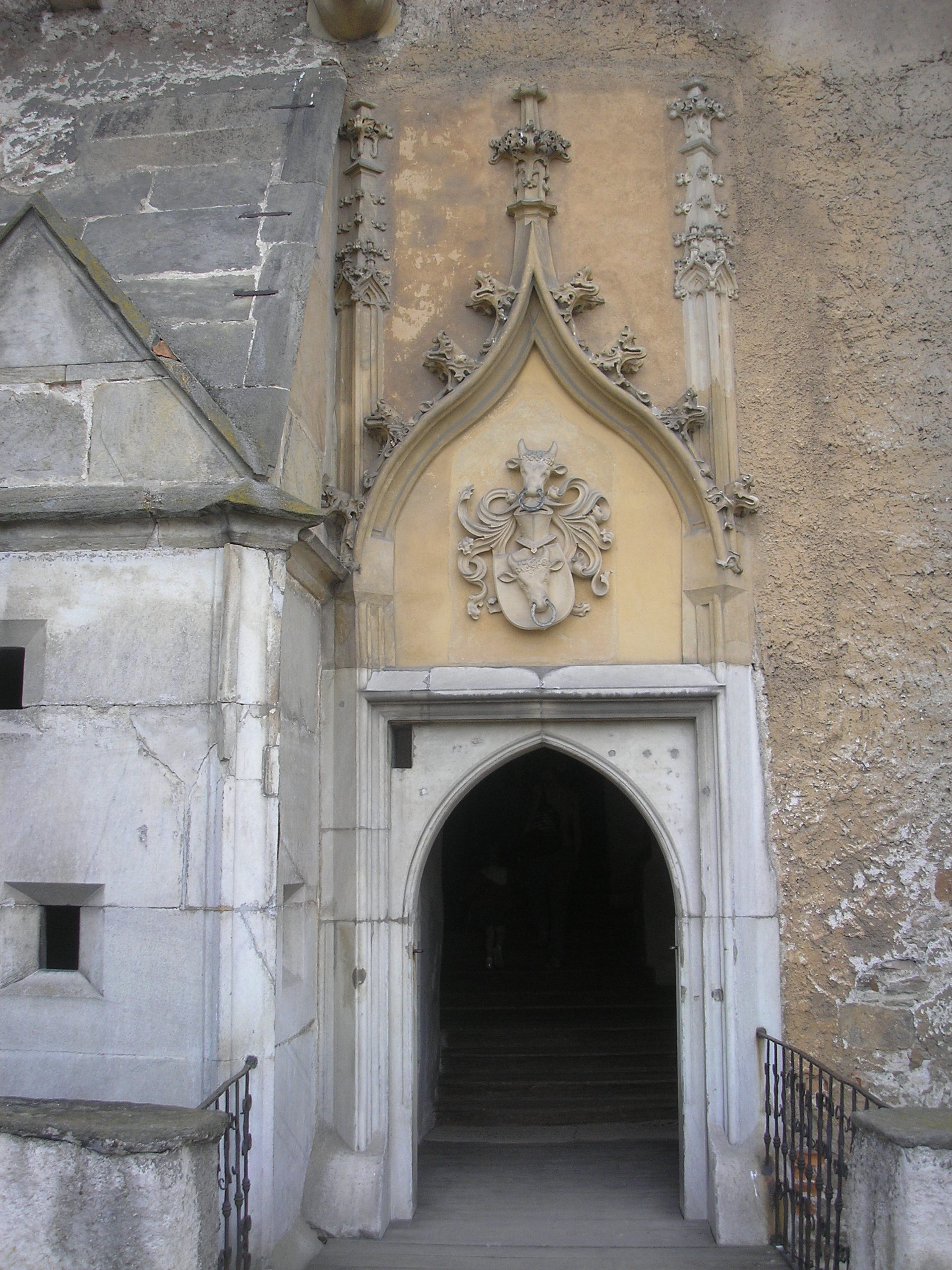
Eingang zum Burgpalast mit Wappen der Pernstein
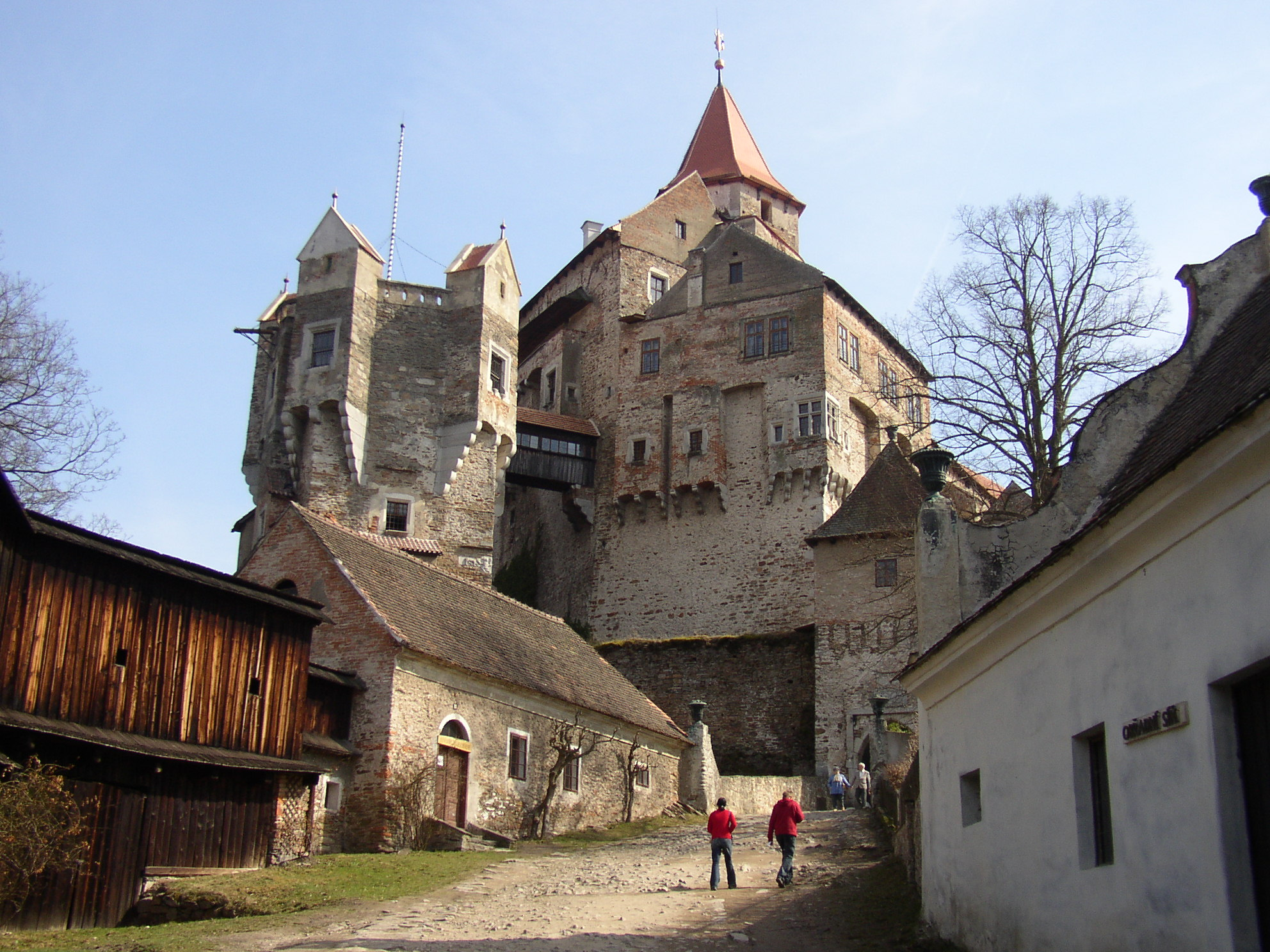
Der Burgpalast und der Vierjahreszeiten-Turm
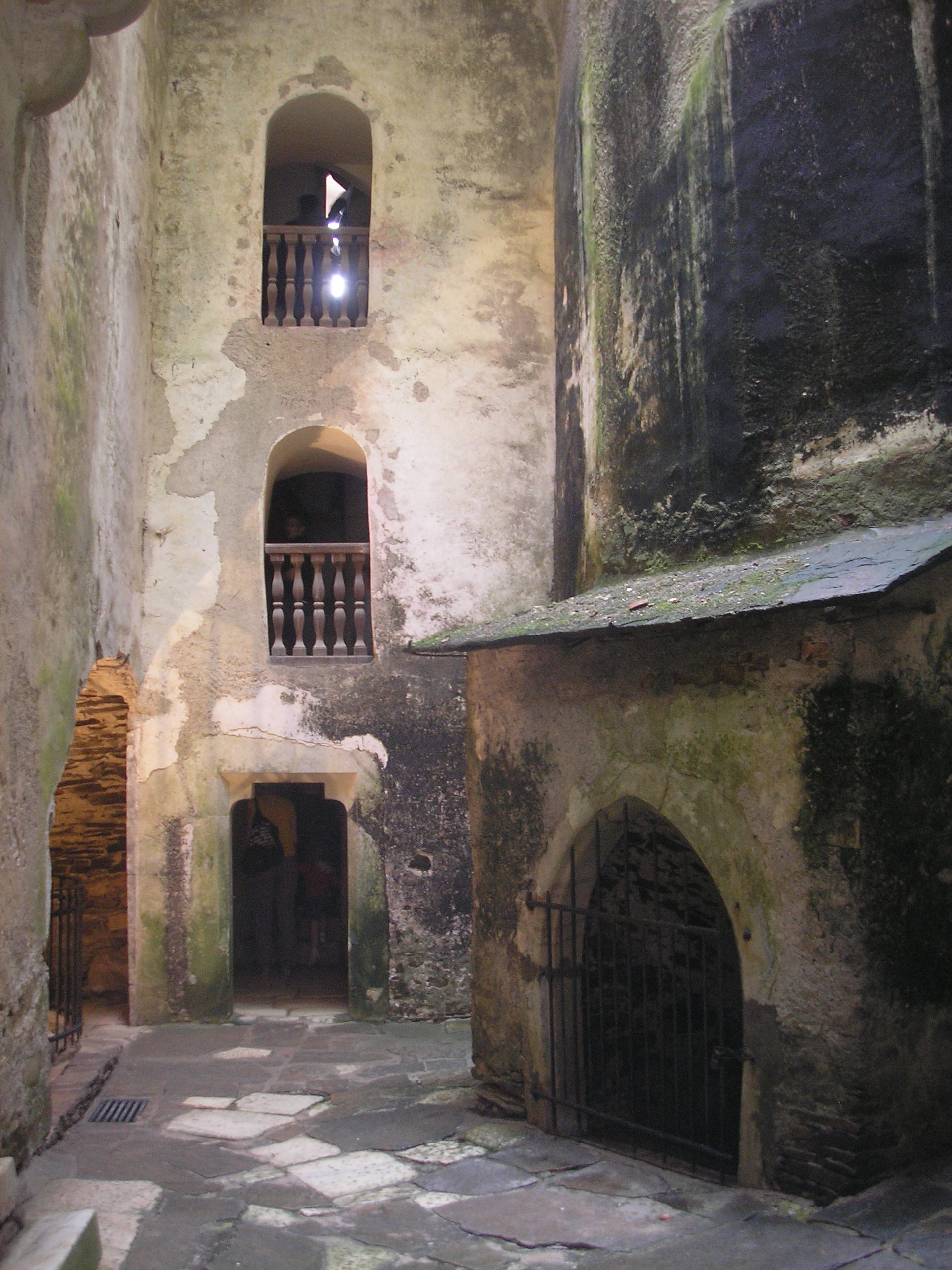
Hof des Burgpalastes
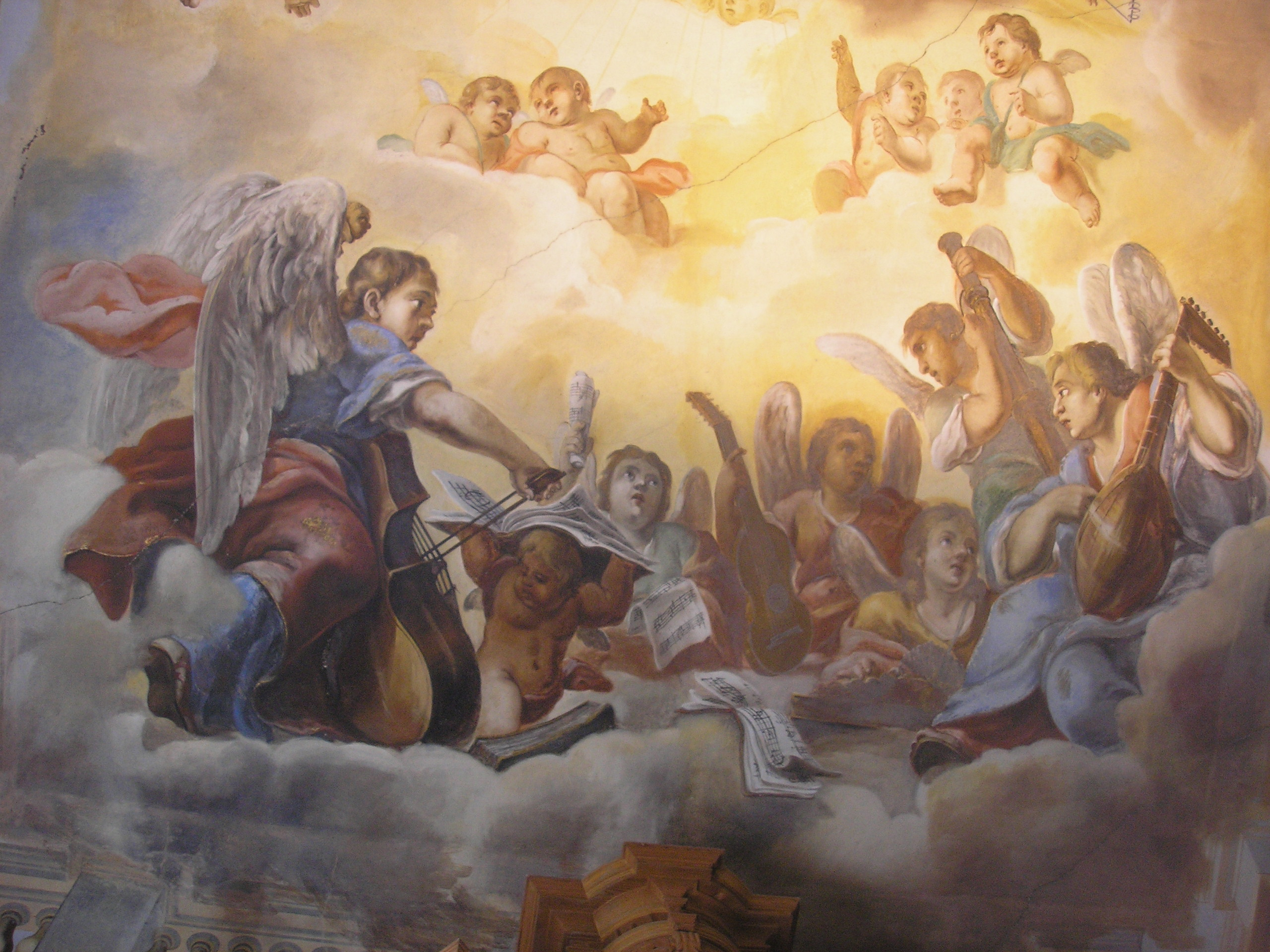
Fresko in der Burgkapelle

## Rezeption
In Film und Fernsehen
Die Burg diente als Drehort für mehrere Kinofilme, Filmreihen und Serien:
- 1977: Prinzessin auf der Erbse
- 1979: Nosferatu – Phantom der Nacht
- 1981–1983 Die Besucher
- 1983 Der Salzprinz
- 1991–1993: Prinzessin Fantaghirò
- 1992: Die Abenteuer des jungen Indiana Jones
- 1997: Der Feuervogel
- 2003: Luther
- 2004: Van Helsing
- 2008: Wanted
- 2013: Borgia
- 2018: Schneewittchen und der Zauber der Zwerge
- 2020: Narziss und Goldmund
- 2024: Nosferatu – Der Untote[1]

In der Literatur
- Der Autor Theodor Scheibe (1820–1881) schrieb einen zweibändigen Roman über die Burg.[2]